# Kadiogo FC
El Kadiogo FC fue un equipo de fútbol de Burkina Faso que alguna vez jugó en la Primera División de Burkina Faso, la primera categoría de fútbol en el país.

## Historia
Fue fundado en el año 1970 en la ciudad de Kadiogo como un segundo equipo en la ciudad junto al RC Kadiogo, pero no con la misma popularidad.
Su historial tampoco era de compararse, ya que el Kadiogo FC nunca ganó algún título de importancia con respecto al RC Kadiogo, pero su participación internacional ha sido mejor, teniendo su primera aparición en la Recopa Africana 1977 en la que llegó a los cuartos de final, donde incluso llegó a ser semifinalista del torneo tres años después.
El club desapareció en 1982 luego de los problemas internos que tenía la Federación Burkinesa de Fútbol para organizar sus torneos de fútbol a inicios de la década de los años 1980s.

## Palmarés
- Recopa Africana: 0

- Semifinal: 1

1980

## Participación en competiciones de la CAF
| Temporada | Torneo          | Ronda            | Club                       | Casa | Visita | Global      |
| --------- | --------------- | ---------------- | -------------------------- | ---- | ------ | ----------- |
| 1977      | Recopa Africana | 1                | Liberté FC                 | 6-1  | 1-1    | 7-2         |
| 1977      | Recopa Africana | 2                | AS Kaloum Star             | 2-1  | 1-1    | 3-2         |
| 1977      | Recopa Africana | Cuartos de final | Canon Yaoundé              | 2-1  | 1-4    | 3-5         |
| 1979      | Recopa Africana | 1                | Asante Kotoko              | 1-0  | 0-1    | 1-1 (4-2 p) |
| 1979      | Recopa Africana | 2                | Requins de l'Atlantique FC | 3-1  | 1-1    | 4-2         |
| 1979      | Recopa Africana | Cuartos de final | Gor Mahia FC               | 1-2  | 1-2    | 2-4         |
| 1980      | Recopa Africana | 1                | Walum Stars                | 4-1  | 1-4    | 5-5 (4-2 p) |
| 1980      | Recopa Africana | 2                | Espérance ST               | w.o. | w.o.   | w.o.        |
| 1980      | Recopa Africana | Cuartos de final | Ramogi United              | 3-0  | 1-0    | 4-0         |
| 1980      | Recopa Africana | Semifinales      | TP Mazembe                 | 2-2  | 0-1    | 2-3         |
| 1981      | Recopa Africana | 1                | AC Semassi FC              | 3-2  | 1-2    | 4-4 (a)     |